# Liste der Baudenkmale in Wittmar
In der Liste der Baudenkmale in Wittmar sind die Baudenkmale der niedersächsischen Gemeinde Wittmar und ihrer Ortsteile aufgelistet. Der Stand der Liste ist der 1. Februar 2021. Die Quelle der Baudenkmale ist der Denkmalatlas Niedersachsen.

## Allgemein
In den Spalten befinden sich folgende Informationen:
- Lage: die Adresse des Baudenkmales und die geographischen Koordinaten. Kartenansicht, um Koordinaten zu setzen. In der Kartenansicht sind Baudenkmale ohne Koordinaten mit einem roten Marker dargestellt und können in der Karte gesetzt werden. Baudenkmale ohne Bild sind mit einem blauen Marker gekennzeichnet, Baudenkmale mit Bild mit einem grünen Marker.
- Bezeichnung: Bezeichnung des Baudenkmales
- Beschreibung: die Beschreibung des Baudenkmales. Unter § 3 Abs. 2 NDSchG werden Einzeldenkmale und unter § 3 Abs. 3 NDSchG Gruppen baulicher Anlagen und deren Bestandteile ausgewiesen.
- ID: die Objekt-ID des Baudenkmales
- Bild: ein Bild des Baudenkmales, ggf. zusätzlich mit einem Link zu weiteren Fotos des Baudenkmals im Medienarchiv Wikimedia Commons. Wenn man auf das Kamerasymbol klickt, können Fotos zu Baudenkmalen aus dieser Liste hochgeladen werden:

## Wittmar

### Gruppe: Kastanienallee 2, 4
Die Gruppe „Kastanienallee 2, 4“ hat die ID 33968615.

| Lage                                            | Bezeichnung  | Beschreibung | ID       | Bild |
| ----------------------------------------------- | ------------ | ------------ | -------- | ---- |
| Kastanienallee 4/4a 52° 7′ 51″ N, 10° 38′ 41″ O | Wohnhaus     |              | 34110646 | BW   |
| Kastanienallee 2 52° 7′ 49″ N, 10° 38′ 42″ O    | Wohnhaus     |              | 34110621 | BW   |
| Kastanienallee 2 52° 7′ 49″ N, 10° 38′ 42″ O    | Nebengebäude |              | 41515898 | BW   |

### Gruppe: Revierförsterei Asse
Die Gruppe „Revierförsterei Asse“ hat die ID 33968633.

| Lage                                    | Bezeichnung  | Beschreibung         | ID       | Bild |
| --------------------------------------- | ------------ | -------------------- | -------- | ---- |
| Forstweg 38 52° 7′ 49″ N, 10° 38′ 46″ O | Wohnhaus     | Revierförsterei Asse | 34110848 | BW   |
| Forstweg 38 52° 7′ 49″ N, 10° 38′ 46″ O | Nebengebäude |                      | 34110821 | BW   |

### Gruppe: Hofanlage Kirchstraße 3
Die Gruppe „Hofanlage Kirchstraße 3“ hat die ID 33968599.

| Lage                                      | Bezeichnung | Beschreibung | ID       | Bild |
| ----------------------------------------- | ----------- | ------------ | -------- | ---- |
| Kirchstraße 3 52° 7′ 42″ N, 10° 38′ 24″ O | Wohnhaus    |              | 34110717 | BW   |
| Kirchstraße 3 52° 7′ 42″ N, 10° 38′ 24″ O | Anbau       |              | 34110874 | BW   |
| Kirchstraße 3 52° 7′ 41″ N, 10° 38′ 24″ O | Stall       |              | 34110772 | BW   |
| Kirchstraße 3 52° 7′ 41″ N, 10° 38′ 23″ O | Scheune     |              | 34110747 | BW   |
| Steintor 8 52° 7′ 40″ N, 10° 38′ 24″ O    | Scheune     |              | 34110797 | BW   |

### Einzelbaudenkmale
| Lage                                          | Bezeichnung | Beschreibung         | ID       | Bild           |
| --------------------------------------------- | ----------- | -------------------- | -------- | -------------- |
| 52° 8′ 16″ N, 10° 38′ 28″ O                   | Turm        | Bismarckturm Wittmar | 34110525 | Weitere Bilder |
| Asseweg 38 52° 8′ 13″ N, 10° 38′ 58″ O        | Gasthaus    | Zur Asse             | 34110574 | BW             |
| Kirchstraße 22 52° 7′ 36″ N, 10° 38′ 23″ O    | Kirche      |                      | 34110671 | BW             |
| Kirchstraße 1 52° 7′ 43″ N, 10° 38′ 23″ O     | Wohnhaus    |                      | 34110693 | BW             |
| Auf der Schille 1 52° 7′ 40″ N, 10° 38′ 21″ O | Turm        |                      | 34110599 | BW             |
| 52° 8′ 23″ N, 10° 38′ 6″ O                    | Ruine       | Ruine Asseburg       | 34110551 | BW             |